# Veronika Groiss
Veronika Groiss (* 11. Februar 1977 in Homel) ist eine belarussische Opern- und Konzertsängerin (Sopran).

## Leben
Veronika Groiss begann ihre musikalische Ausbildung mit einem Studium für Chorleitung in ihrer Heimatstadt und an der Belarussischen Staatlichen Musikakademie in Minsk, wo sie ihr Studium im Jahre 1997 mit Auszeichnung abschloss. Anschließend begann sie das Gesangsstudium (Sologesang und Lied) am Konservatorium der Stadt Wien und schloss beide Studien 2005 ebenfalls mit Auszeichnung ab. Sie besuchte die Operettenklasse bei Wolfgang Dosch und Liane Zaharia, absolvierte Meisterkurse bei Patricia Wise, Axelle Gall, Robert Holl, Otto Schenk sowie Barbara Bonney und war Mitglied der Opernklasse bei Michael Pinkerton. Diesen Studienabschnitt beendete sie mit der Diplomierung zum Master of Arts.
Als Solistin der Wiener Strauß–Kapelle und Operetteninterpretin wirkte sie an Fernsehauftritten und Konzerten in Österreich und Deutschland mit und arbeitet seit 2007 mit dem Franz Lehár-Orchester und dem Wiener Walzer Orchester zusammen. Ihre Auftritte als Opernsängerin hatte sie in der Neuen Oper Wien und beim Festival Wiener Klangbogen und ist bei Konzerten und Liederabenden bei der Schubertiade Vorarlberg, beim Ost-West-Musikfest und bei den Kerzenlichtkonzerten auf Schloss Rosenburg zu hören.

## Repertoire (Auswahl)

### Oper
- Gräfin Almaviva in Le nozze di Figaro von Wolfgang Amadeus Mozart
- Corilla Sartinecchi in Viva la Mamma von Gaetano Donizetti
- Rusalka in Rusalka von Antonín Dvořák
- Lady Billows in Albert Herring von Benjamin Britten
- Proserpina und Ninfa in L’Orfeo von Claudio Monteverdi

### Operette
- Saffi in Der Zigeunerbaron von Johann Strauss (Sohn)
- Jelka in „Jabuka (Das Apfelfest)“ von Johann Strauss (Sohn)
- Kurfürstin Marie in Der Vogelhändler von Carl Zeller

### Oratorium
- Weihnachtsoratorium BWV 248 von Johann Sebastian Bach
- Die Schöpfung Hob. XXI:2 von Joseph Haydn
- Krönungsmesse in C-Dur KV 317 von Wolfgang Amadeus Mozart
- Der Messias HWV 56 von Georg Friedrich Händel
- Carmina Burana von Carl Orff

### Lieder
- Ave Maria D 839 von Franz Schubert
- Heidenröslein D 257 von Franz Schubert
- Liebeslieder-Walzer von Johannes Brahms
- Vier letzte Lieder von Richard Strauss
- Sieben frühe Lieder für eine Singstimme mit Klavier von Alban Berg

## Diskografie
- Jabuka (Das Apfelfest) von Johann Strauss (Sohn), Naxos, 2007
- Die Göttin der Vernunft von Johann Strauss (Sohn), Ersteinspielung auf Naxos, 2011

## Preise und Auszeichnungen
- Nico Dostal Wettbewerb
- Internationaler Hilde Zadek-Wettbewerb
- Internationaler Brahms-Wettbewerb 2010[2]